# Carl Boberg
Carl Gustav Boberg (16. srpna 1859 Mönsterås – 17. ledna 1940 Kalmar) byl švédský básník, žurnalista, politik a laický kazatel.
V letech 1890–1916 vydával křesťanský týdeník Svědectví pravdy (Sanningsvittnet). V letech 1912–1931 byl poslancem Riksdagu. Z jeho duchovních písní je nejznámější píseň O store Gud (Ó velký Bože), kterou přeložil do češtiny K. Vaculík; v anglickém překladu (How Great Thou Art) píseň proslavil Elvis Presley.